# Ein tolles Hotel
Ein tolles Hotel ist ein österreichisches Filmlustspiel aus dem Jahre 1956 von Hans Wolff mit Theo Lingen in der Hauptrolle. Die Geschichte basiert auf dem Musikschwank Ein toller Fall von Toni Impekoven und Carl Mathern.

## Handlung
August und Luise Birnstiel sind im Hause des schwerreichen Kunstsammlers Theo Steinkopf angestellt. Die Hauptaufgabe des Hausmeister-Ehepaars besteht darin, die kostbaren antiken chinesischen Vasen und Buddha-Skulpturen Steinkopfs regelmäßig abzustauben. Eines Tages jedoch fällt eine der prachtvollen Vasen auf den Boden und geht dabei entzwei. In größter Panik versucht August sofort eine neue Vase zu beschaffen. Dies gelingt ihm auch, doch bleibt ihm bei seinem mickrigen Diener-Gehalt nichts anderes übrig, als den Kaufpreis erst einmal schuldig zu bleiben. Da ein ratenweises Abstottern keine Option ist, muss eine Idee her. Zum Glück haben sich Herr und Frau Steinkopf dazu entschlossen, eine Reise anzutreten, sodass August Birnstiel das Haus für sich allein haben könnte. Doch ganz möchte der Villenbesitzer sein Refugium mit all dem kostbaren Interieur seinem Hausangestellten nun doch nicht überlassen, und so beordert Theo Steinkopf seinen Neffen Dr. Hans Lüders ins Haus, um während seiner Abwesenheit ein wachsames Auge auf alles zu haben. 
August hat indes einen Plan, um an das dringend benötigte Geld zu kommen: Er möchte das schöne Haus für die Dauer von Steinkopfs Abwesenheit zu einer Edelherberge umfunktionieren, zum „tollen Hotel“, wie der Filmtitel verrät. Da dies aber kaum unter den Augen von Neffe Hans machbar sein dürfte, wird dieser kurzerhand eingeweiht. Dem ist die Sache durchaus recht, denn Lüders verfolgt einen eigenen Plan. Er will bei den Eltern seiner Geliebten Irene, Franz und Anna Bender, gut Wetter machen, um für sich als Schwiegersohn in spe zu werben und sie daher auf dem Weg nach Wien kurzerhand im „Hotel Steinkopf“ mit allem Schick einquartieren. Der Plan gelingt. Kaum sind die Steinkopfs abgereist, herrscht im neu eröffneten „Hotel“ reichlich Trubel. Bald drohen die Birnstiels, den Überblick zu verlieren, wer gerade wo logiert und wen sie zuerst bedienen müssen. Während sich August abrackert, um in verschiedenen Positionen alles zugleich zu sein, gibt Luise Birnstiel die vornehme Chefin – quasi ein Blaublüter, der in erster Linie das komplett ausgebuchte Haus repräsentiert.
Die Gästeschar ist bunt gemischt. Feine Geschäftsleute residieren hier ebenso wie junge Musiker, Hochstapler oder ältliche Jungfern. Bald geht es drunter und drüber, Verwechslungen und Chaos inklusive. Mit Müh und Not behält August Birnstiel den Überblick … oder er verliert ihn bisweilen. Feste werden arrangiert und eine Bar wird eingerichtet. Dann aber geschieht der Super-Gau, und zwar gleich in doppelter Hinsicht: Erst erscheint ein Gerichtsvollzieher, der angesichts der unbezahlten Rechnung für die Vase selbige zurückholen will, und dann kehren die Steinkopfs auch noch verfrüht in ihr Haus zurück! Nach anfänglichem Schock zeigen sich jedoch die Steinkopfs gnädig, zumal man in ihrem Hause eine Doppelverlobung feiern kann. Steinkopfs reisen mitsamt der beiden Paare wieder ab, und es könnte alles in wunderbarer Ordnung sein, wenn sich August Birnstiels Schicksal nicht wiederholen würde. Die soeben mit dem Hotelgewinn abgestotterte Vase wird zum zweiten Mal zerdeppert, und während er das Haus wieder ganz für sich hat, bleibt ihm wohl nichts anderes übrig, als das „tolle Hotel“ sogleich wieder zu eröffnen.

## Produktionsnotizen
Ein tolles Hotel entstand im Frühjahr 1956 und wurde am 15. Juni desselben Jahres in der Essener Lichtburg uraufgeführt. 
Produzent Alfred Stöger übernahm auch die Produktionsleitung. Fritz Mögle entwarf die Filmbauten, Alfred Norkus kümmerte sich um den Ton.

## Kritik
Das Lexikon des Internationalen Films urteilt: „Dümmlicher Verwechslungs- und Verkleidungsschwank mit den üblichen Turbulenzen und ganz wenigen Geistesblitzen an Humor.“